# Trypetisoma tephritina
Trypetisoma tephritina är en tvåvingeart som först beskrevs av Meijere 1914.  Trypetisoma tephritina ingår i släktet Trypetisoma och familjen lövflugor. Inga underarter finns listade i Catalogue of Life.